# Pintor de Berlim

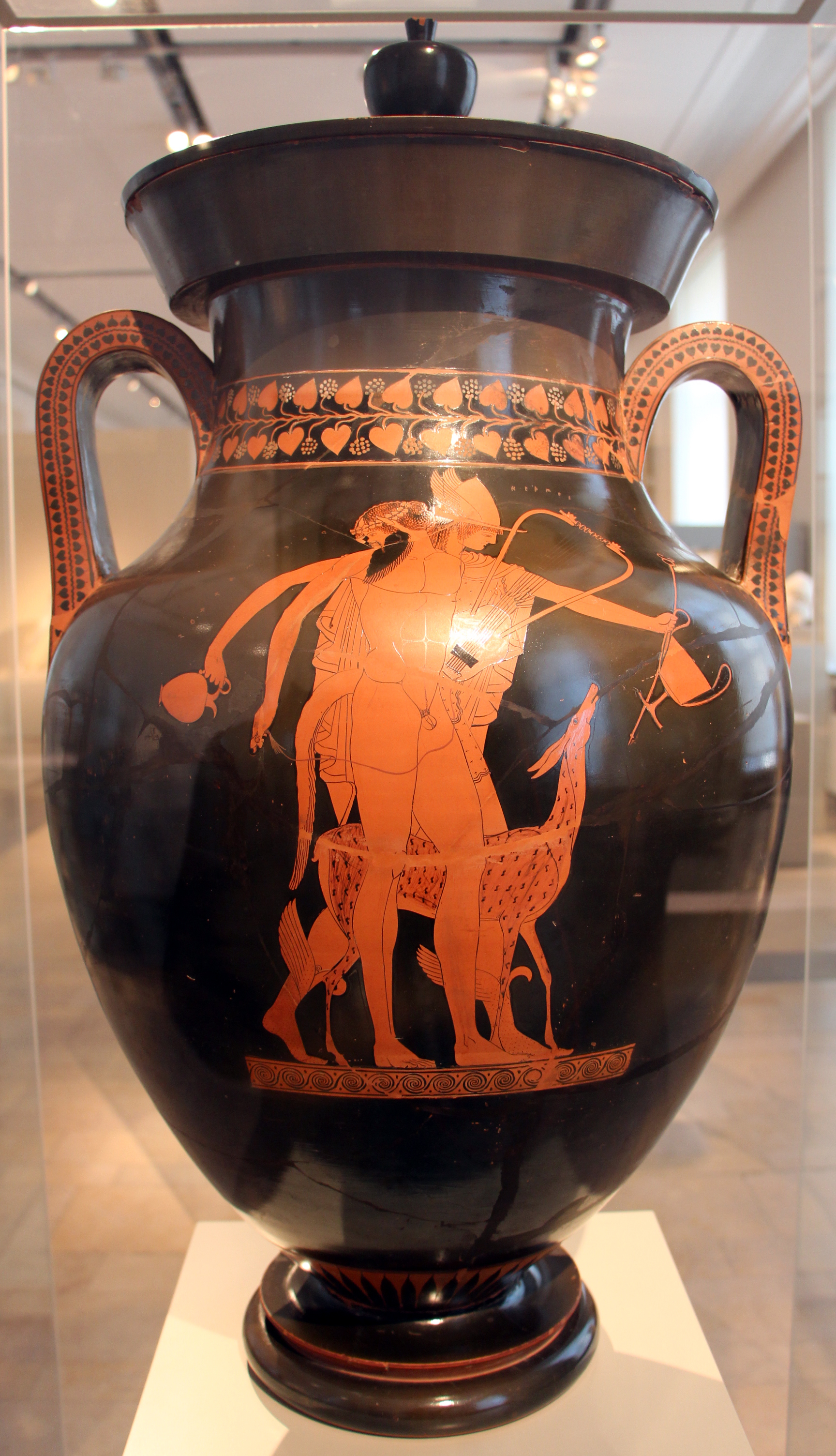
Peça do nome do pintor de Berlim

Pintor de Berlim (fl. 500-460 a.C.) foi um pintor de vasos de Atenas, um dos mais destacados decoradores do Período Clássico junto do Pintor de Cleofrades. É celebrado como o decorador de uma ânfora, hoje exposta em Berlim, que apresenta Hermes e um sátiro.

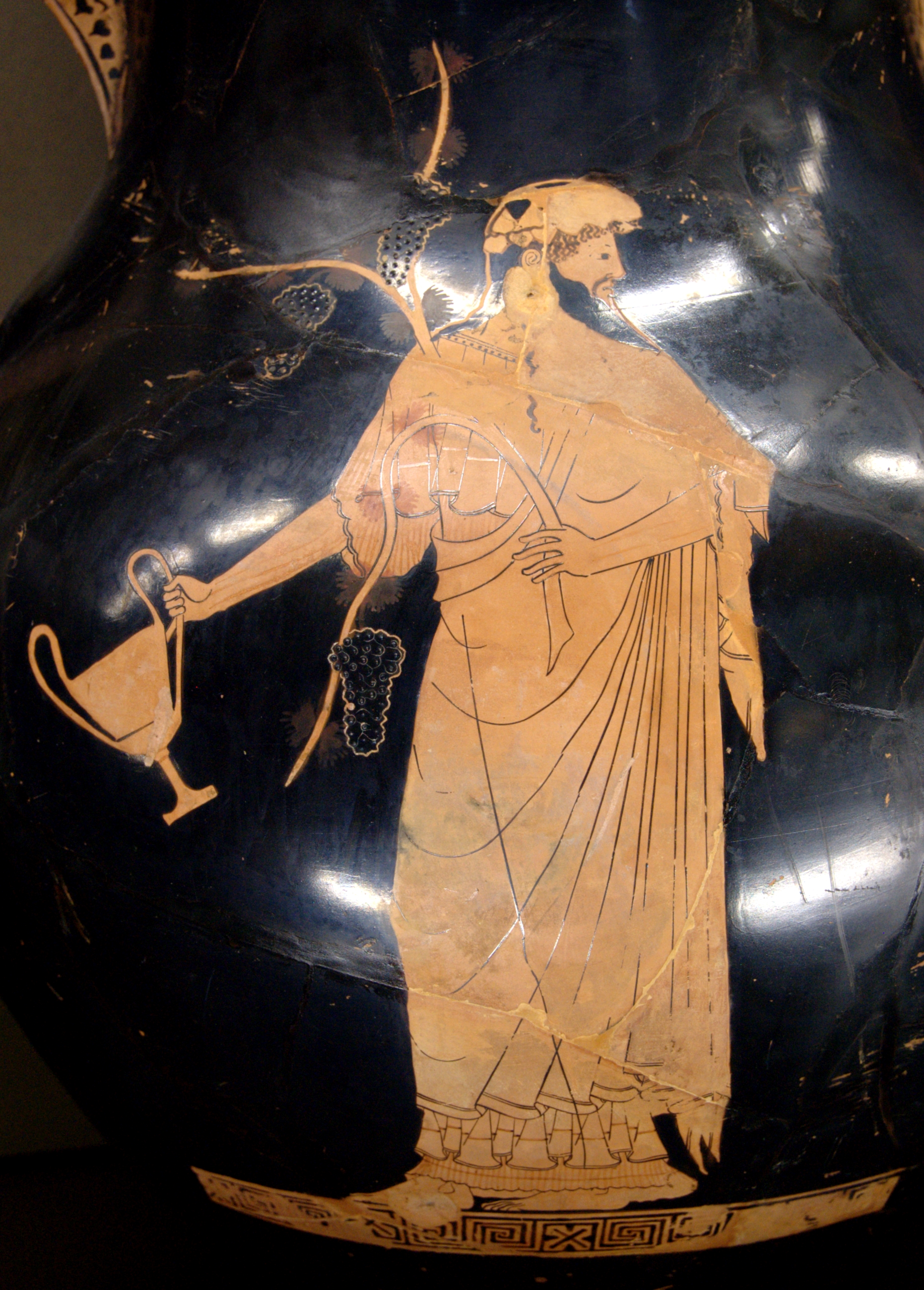
Dioniso segurando um cântaro

## Nome do vaso
O Pintor de Berlim foi nomeado por Sir John Beazley devido a uma grande ânfora com tampa no Antikensammlung Berlin - é uma das mais importantes coleções de arte clássica do mundo, agora mantida no Museu Altes e no Museu Pergamon em Berlim, Alemanha - (o vaso com o nome do Pintor de Berlim).
Lado A: sátiro e Hermes. Hermes avança para a direita balançando os braços. Ele segura um grande cântaro e um kerykeion (varinha de arauto) em sua mão dianteira, e um pequeno oinochoe em sua mão que ele balança atrás dele. Ele está vestido com uma túnica curta, e usa um boné alado e botas aladas. Um sátiro está na frente dele de frente para a direita, sua cabeça virada para a esquerda. Ele está segurando um barbiton (lira) em um braço, os dedos espalmados nas cordas. Na outra mão, estendida atrás dele, ele segura a ponta de um barbante preso à lira. Ele tem uma longa barba e usa uma coroa de flores, e sua perna direita é mostrada em uma vista de três quartos. Um cervo está entre as duas figuras, sua cabeça graciosamente voltada para cima. As figuras são cuidadosamente sobrepostas umas às outras, formando um contorno unificado e isolado contra o fundo preto do vaso.
Lado B: Sátiro. Um sátiro está à direita, segurando um grande cântaro e uma lira. O cântaro é levado aos lábios, enquanto ele segura a lira ao lado, seus dedos tocando as picadas. Seu cabelo comprido está preso no pescoço e ele usa uma coroa de flores. Acima da cena está uma faixa cuidadosamente desenhada de folhas de hera e cachos de uva; abaixo, formando uma linha de fundo, mas não se estendendo ao redor do vaso, está uma espiral em movimento, um ornamento de padrão raro nas pinturas de vasos de figuras vermelhas do ático.

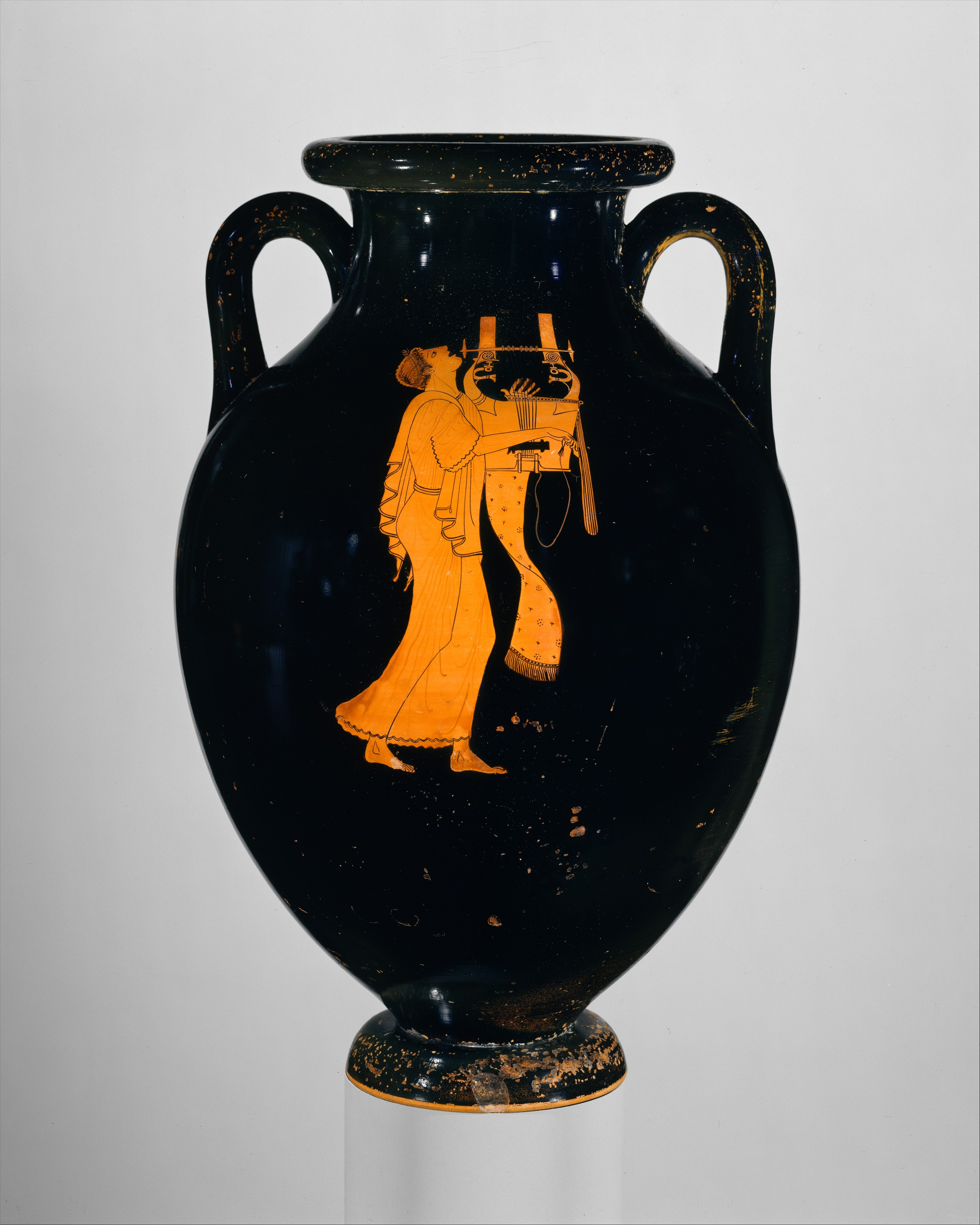
Jogador Kithara, c. 490 AC

O vaso está em boas condições. O lado A está bem preservado, mas o lado B sofreu desgaste superficial e descoloração.

## Formulários e repertório
Não há assinaturas do pintor em nenhuma das obras atribuídas ao Pintor de Berlim. O pintor de Berlim começou a trabalhar no estilo arcaico tardio e ajudou a desenvolver o estilo clássico da cerâmica ática de figuras vermelhas. Ao longo de uma longa carreira, ele treinou muitos pintores de vasos mais jovens, incluindo, provavelmente, o Pintor de Aquiles.

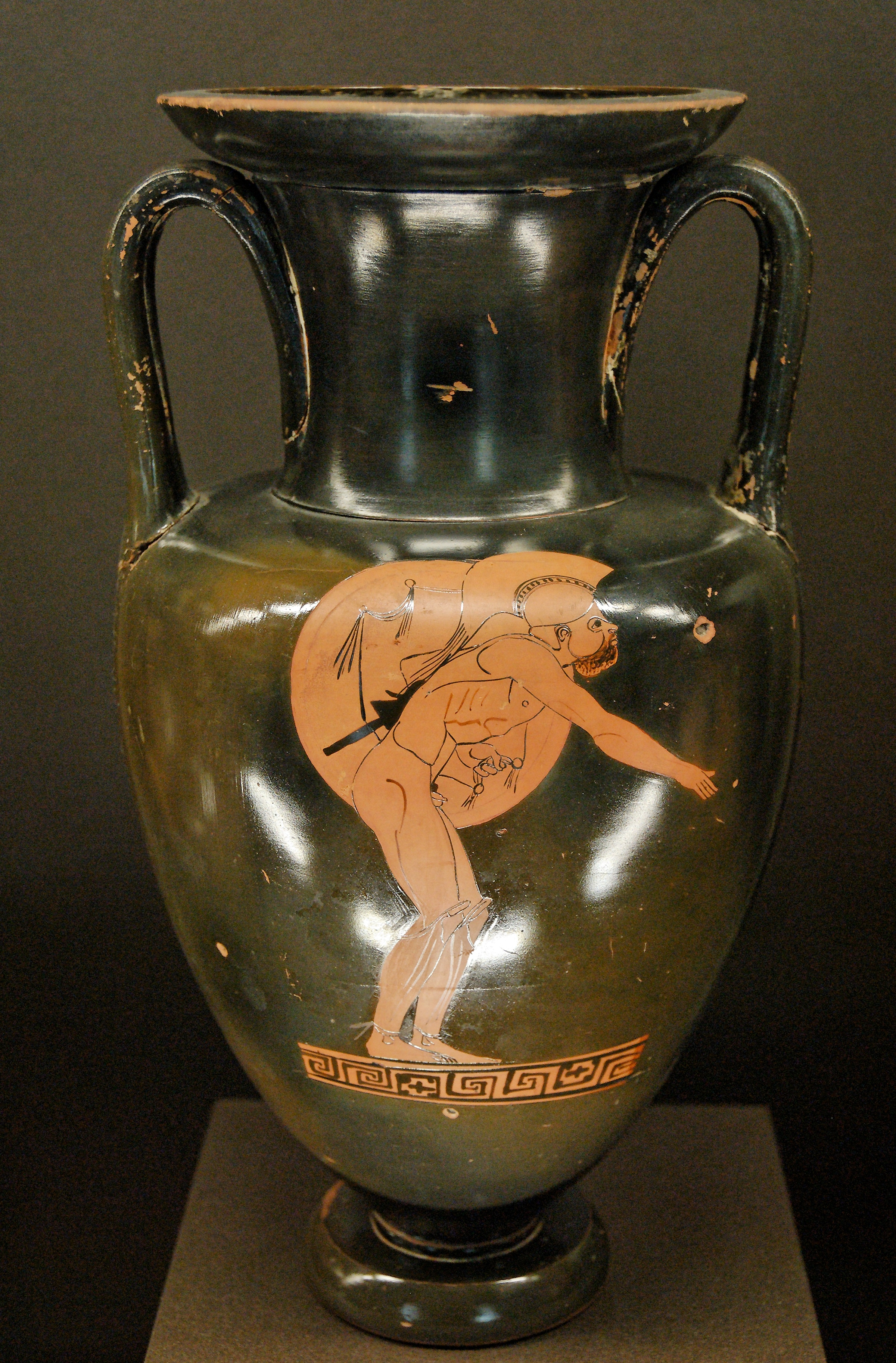
Ânfora no pescoço representando um atleta executando os hoplitódromos do Pintor de Berlim, c. 480 a.C., Louvre

Ele produziu uma série de ânforas panatênicas, que são seus únicos vasos de figuras negras. (A ânfora panatenaica apresentava uma representação do evento pelo qual era o prêmio e, no lado oposto, Atenas. A Atenas em sua ânfora panatenaica era sempre representada com um gorgonião em seu escudo.) Embora pareça que a panatenaica forma é a sua favorita, o Pintor de Berlim utilizou uma variedade de formas diferentes. Ele pintou uma série de Nolan Amphora e foi o responsável pela popularidade dessa forma.
Em seus outros vasos, figuras pintadas de vermelho são geralmente isoladas ou emparelhadas sem dispositivos de enquadramento contra um fundo preto brilhante, tão integrado às formas de seus corpos soberbamente feitos que os próprios artigos são considerados também produzidos em sua loja. As figuras altas geralmente começam perto do meio do vaso e continuam sobre o ombro, parando no pescoço. Ele presta muita atenção à cortina de suas roupas e às características faciais. O mais notável é o olho, que normalmente é aberto, longo e com a pupila voltada para o olho interno.

A maioria de suas obras foram encontradas em toda a Itália. Isso pode sugerir que eles foram criados para exportação para o mercado italiano. Muitas de suas obras valiosas foram preservadas como bens de sepultura da elite nos necrópoles da Magna Graecia e Etruria, principalmente em Vulci, Nola e Locri.